# 雷允上

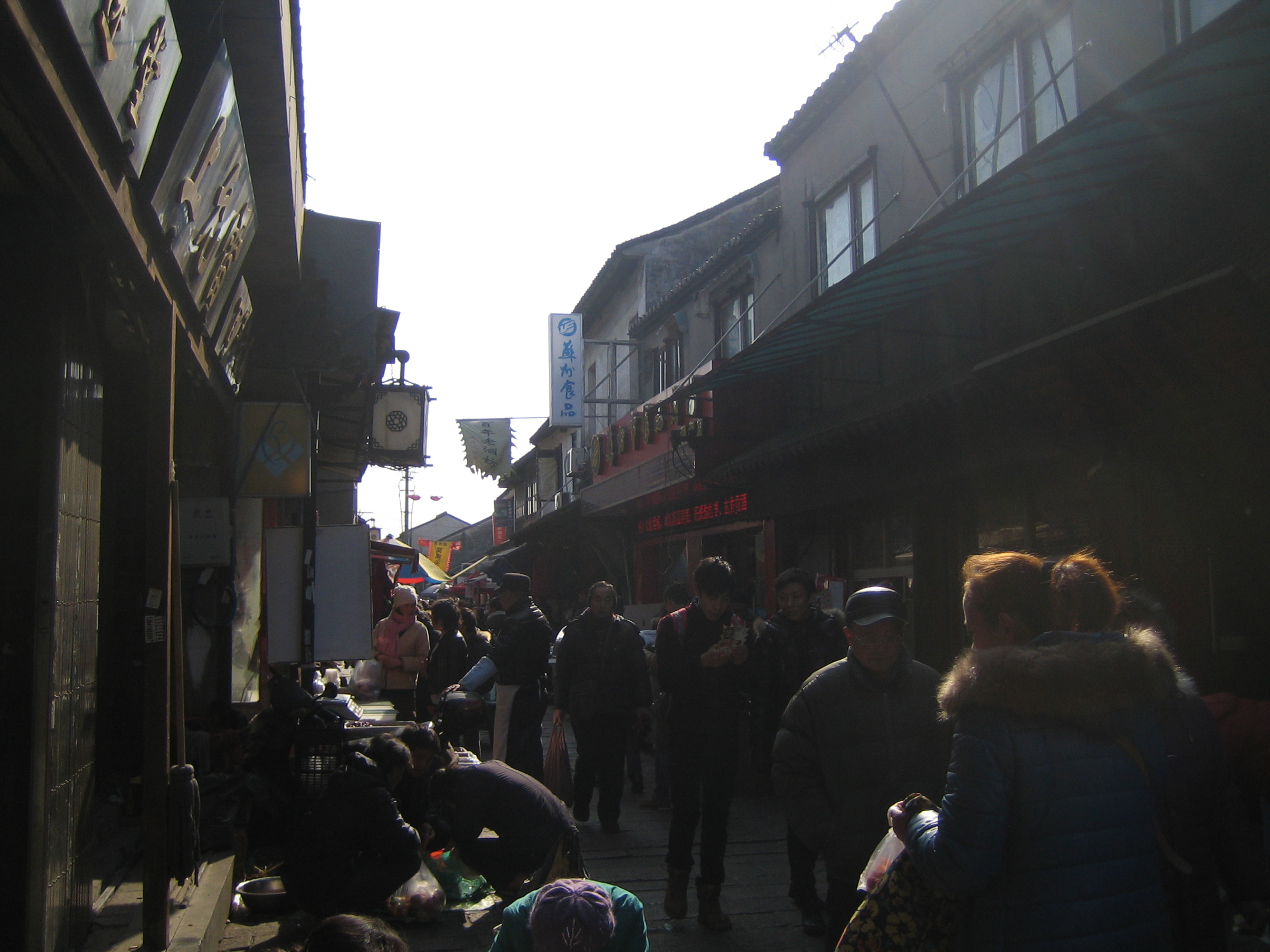
苏州山塘街328号（居民区，非旅游区），左边就是雷允上宁远堂药店

雷允上，是中国华东地区的一家专营中药的老字号，1734年（清雍正十二年）创立于苏州老阊门（现苏州市西中市134号）。以制售六神丸、行军散、痧药蟾酥丸、玉枢单、辟瘟单等细料成药而蜚声海内外。
现时雷允上拆分为3家公司，分别是雷允上药业有限公司（苏州雷允上）、上海雷允上药业有限公司（上海雷允上，隶属于上海医药的上海市药材有限公司）、苏州雷允上国药连锁总店有限公司，而雷允上药业有限公司、上海雷允上药业有限公司、苏州雷允上国药连锁总店有限公司良利堂药店、苏州雷允上国药连锁总店有限公司王鸿翥药店均持有中华人民共和国商务部的中华老字号牌匾；上海雷允上药业有限公司持有的雷氏商标为中国驰名商标。

## 历史

### 早期及苏州

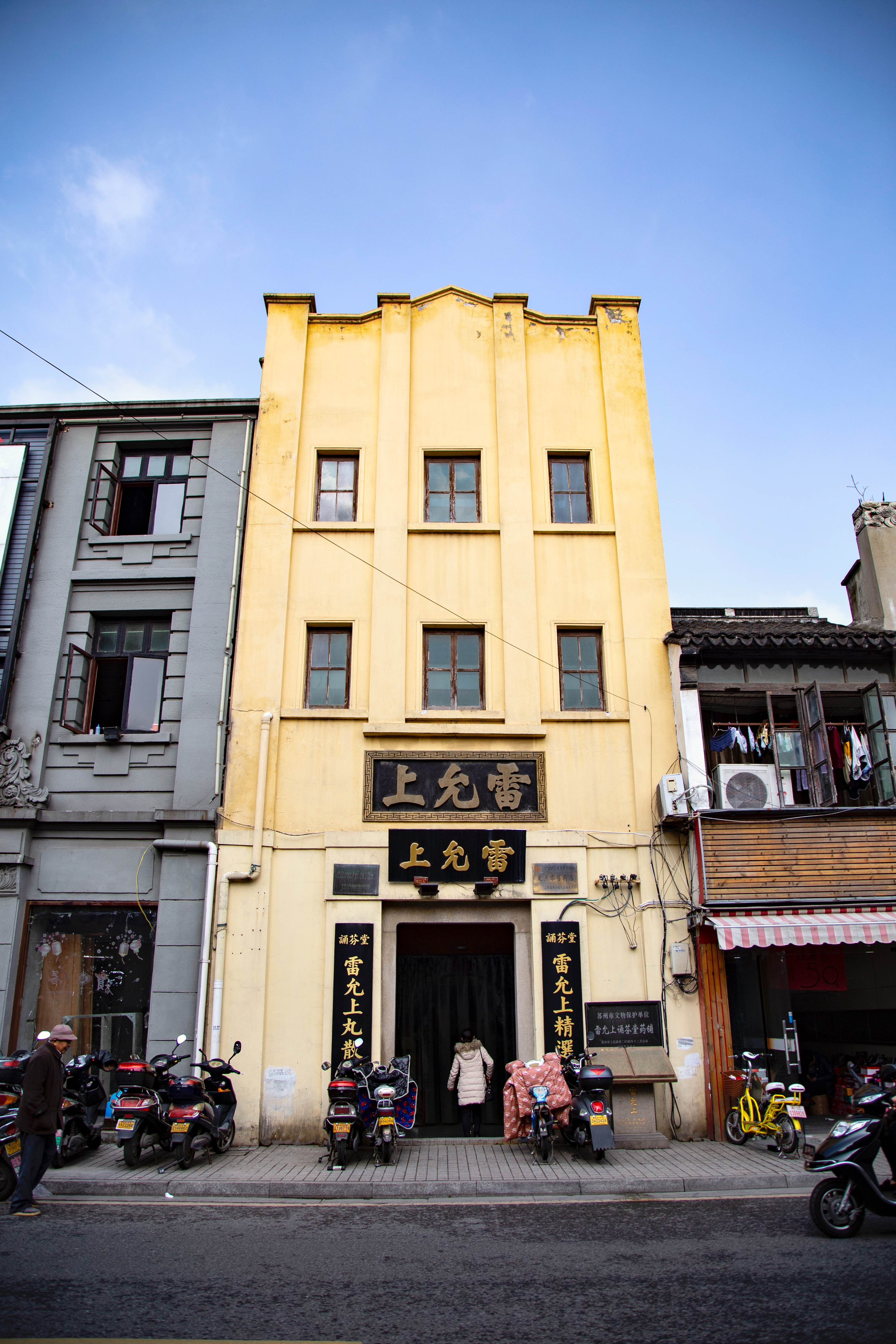
苏州雷允上位于阊门诵芬堂的药铺

雷允上创始人雷大升，字允上，号南山，生于清康熙三十五年（1696年），祖籍江西南昌，明中叶移居苏州。1734年（雍正十二年），雷大升在苏州城阊门内天库前周王庙弄口开设了中药店，以雷氏家族的堂名“诵芬堂”为药店招牌，取名“雷诵芬堂中药铺”，自己在店坐堂开诊，以他本人的字，挂出“雷允上医生”牌子，开创了“雷允上”品牌。1779年（乾隆四十四年），雷大升逝世，享年84岁，其子雷秋涛继承父业。
雷允上生产的六神丸曾多次获奖，民国四年（1915年）获江苏省地方物品展览会奖状和奖章，民国五年（1916年）获得中华民国农商部产品评会奖凭和奖章，民国十八年（1929年）获中华民国工商部国货陈列馆奖凭，民国十九年（1930年）获西湖博览会奖状和奖章，民国二十年（1931年）获中华民国实业部奖状。
中华人民共和国成立后，1954年经征得雷氏族人的同意，申请改组雷允上诵芬堂药铺为雷允上国药股份有限公司，苏州的改为苏州分公司，另设雷允上胶厂于阊门内天库前。1956年1月17日，苏州雷允上诵芬堂实行公私合营，六神丸被列为国家保密配方。1971年，雷允上又研发出了消炎解毒丸，被评为国家医药管理局的优质产品。1979、1984、1989年，六神丸获国家质量“金质奖”三连冠。此后雷允上药厂搬至苏州新区横山路，即现在的雷允上药业有限公司。
2013年11月8日，雷允上在古胥门吉庆街190号开设雷允上吴门国医药馆。

### 上海雷允上

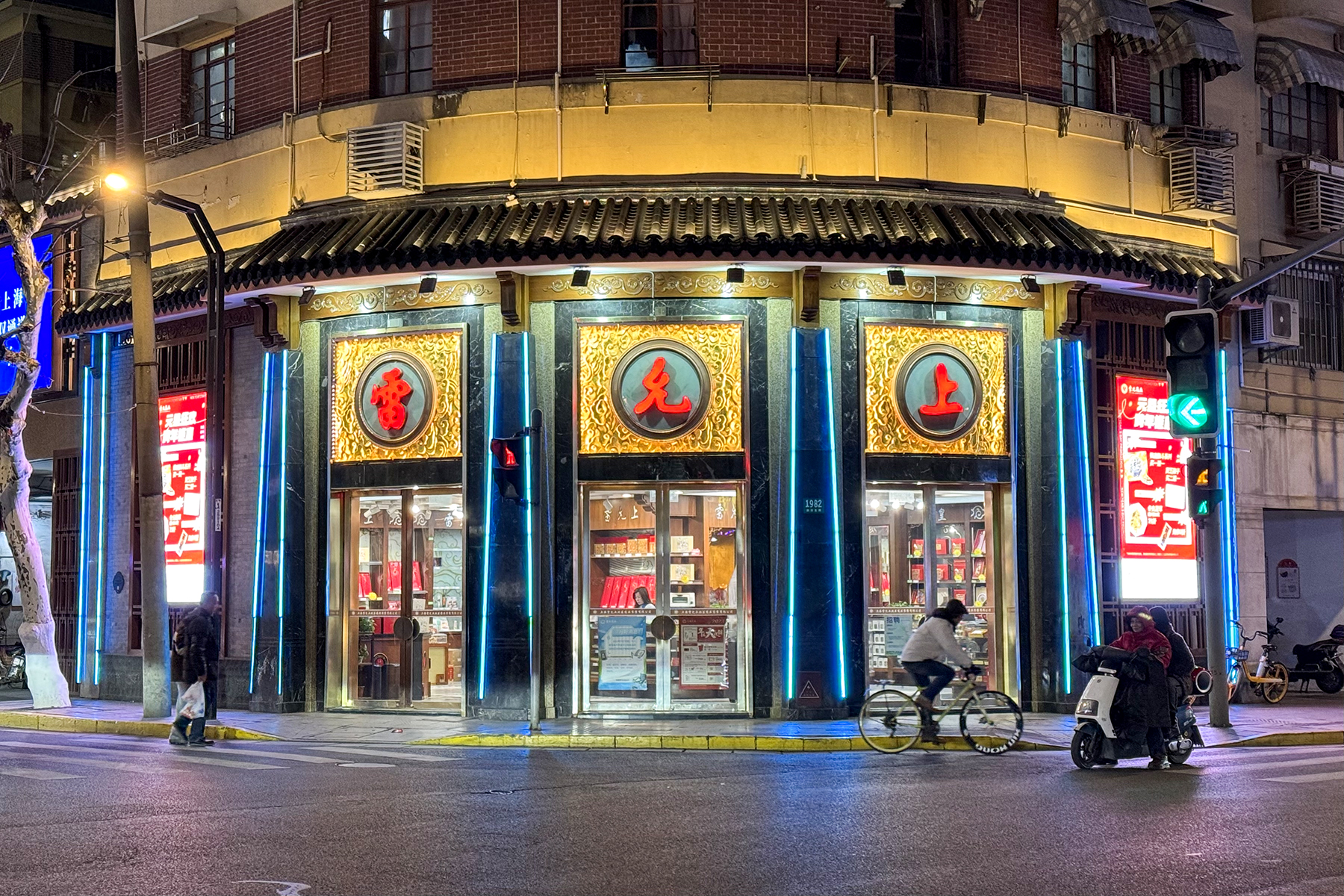
上海四川北路上的一家雷允上药店

1863年（同治二年），雷允上在上海兴圣街（现上海人民路永胜街），开设上海雷允上国药号，为上海雷允上药业有限公司的前身。此后，上海雷允上“六神丸”生产销售，是最早问世的杀菌抗病毒中药，比青霉素早66年。也是最小的中药微粒丸，每粒重量过去为2.9毫克，1998年11月1日起，统一规定为3.125毫克。
「文化大革命」破四舊被沒收了字號，1979年改革開放後復號，上海雷允上自主研发了第一个中西结合药品“珍菊降压片”问世；1994年人工麝香研制成功，它是中国第一个中药原料药，并取得国家一类新药证书；2007年，“雷氏”被国家工商总局认定为中国驰名商标；2010年，“雷氏”被中华人民共和国商务部认定为中华老字号。

### 王鸿翥
王鸿翥药店始创于1882年（清代光绪八年）4月27日，店名以王氏堂名“鸿翥堂”为之。 1969年11月停业，1986年复业。该店于2006年被中华人民共和国商务部认定为中华老字号。

### 良利堂
良利堂药店始创于1809年（清嘉庆十四年），店名以邑人陆绪卿取《孔子家语》“良药苦口而利于病”句意而命名，原名“陆良利堂药铺”，1869年店址向西迁移到肖家巷二号，改为前店后坊，店名改为良利堂。2006年被中华人民共和国商务部认定为中华老字号。